# Эренсверд, Юхан Якоб Альберт
Юхан Якоб Альберт Эренсверд (швед. Albert Ehrensvärd den yngre; 9 мая 1867, Гётеборг — 6 марта 1940, Лунд) — шведский государственный и дипломатический деятель, министр иностранных дел Швеции в 1906—1908 и 1911—1914 гг., переводчик, эссеист, доктор права.

## Биография
Сын дипломата Альберта Карла Августа Ларса Эренсверда. Окончил Лундский университет.
Будучи министром иностранных дел Швеции, инициировал реформу шведской дипломатической службы, приложил немало усилий на ослабление напряженных отношений с Российской империей.
В 1908—1910 гг. был послом Швеции в Нидерландах, в 1908—1910 г. работал послом Швеции в Бельгии, в 1910—1911 гг. — послом Швеции в США, в 1915—1918 гг. — послом Швеции в Швейцарии, в 1918—1934 гг. — послом Швеции во Франции. В 1919–1920 гг. представлял Швецию на переговорах о статусе Аландских островов.
Переводил французскую литературу на шведский, автор ряда эссе.